# Galium bifolium
Galium bifolium (лат.) — однолетнее травянистое растение; вид рода Подмаренник (Galium) семейства Мареновые (Rubiaceae).

## Описание
Galium bifolium — невысокое однолетнее травянистое растение, достигает 15 см. Листья растут в мутовках по четыре, разделённых на две пары. Листья гладкие и иногда слегка мясистые. Одиночные цветки имеют три белых околоцветника. Плод — круглый орешек, покрытый блестящими белыми волосками. 

## Ареал и местообитание
G. bifolium произрастает в западной части Северной Америки от Британской Колумбии на юг до Калифорнии и на восток до Нью-Мексико, Колорадо, Южной Дакоты и Альберты. Растёт в горных лесах и высокогорных плато. Встречается во влажных и отмосительно сухих районах, на щебнистых склонах, тенистых склонах, лугах, в редкостойных хвойных лесах.

## Галерея

G. bifolium
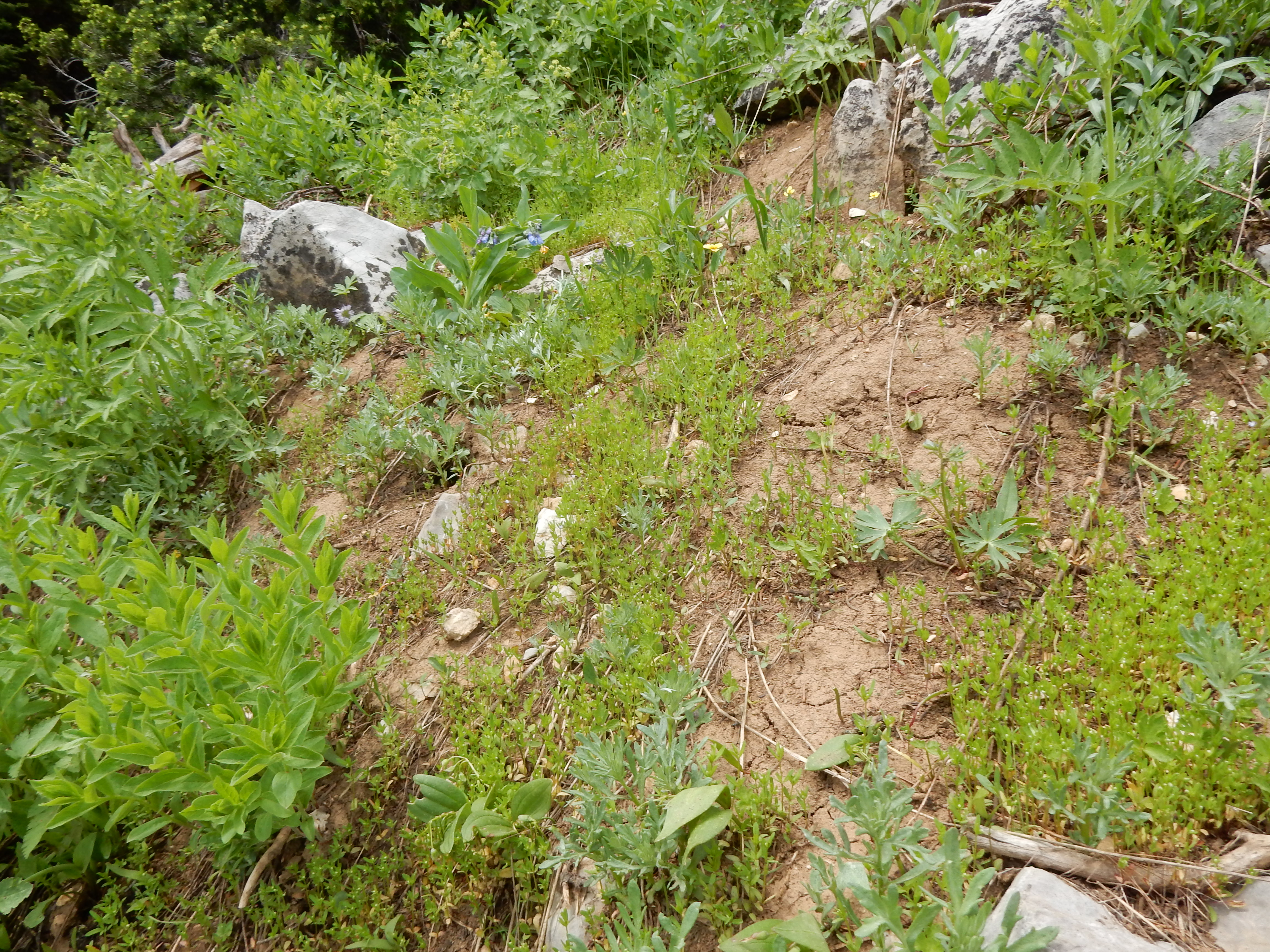
G. bifolium в естественных условиях.
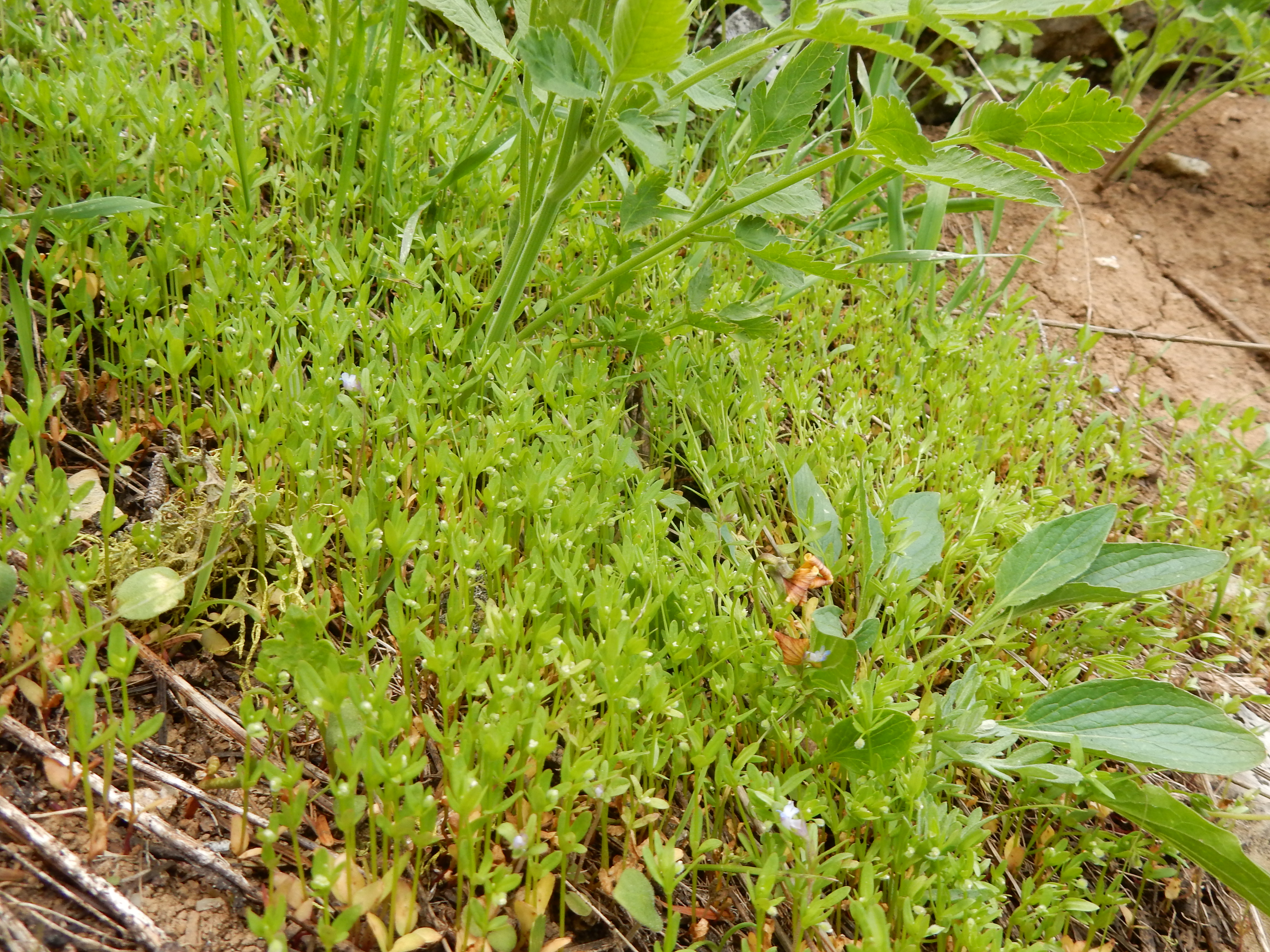
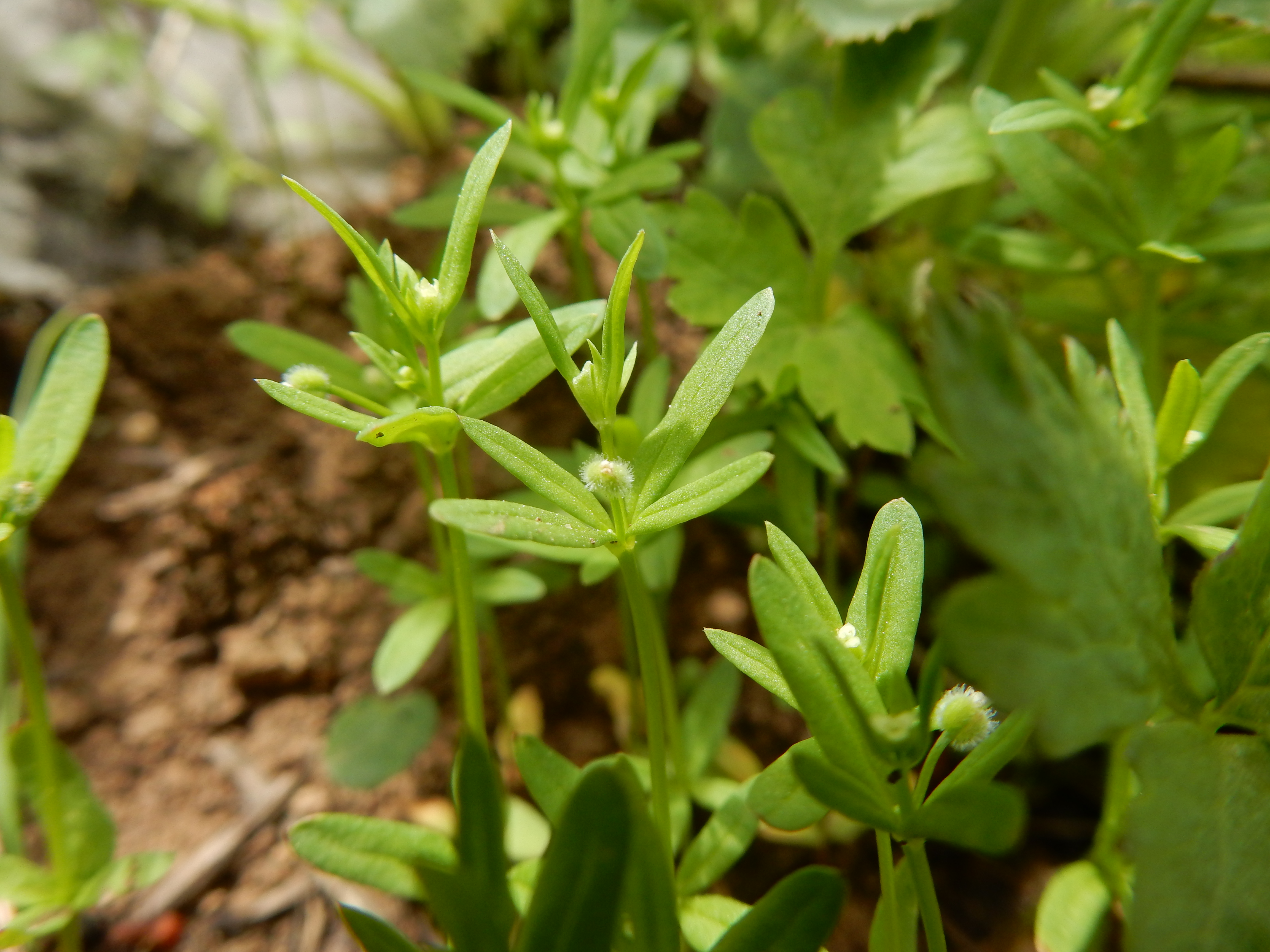
Листья, цветки и завязи плодов